# Afrikaanse moerasschildpad
De Afrikaanse moerasschildpad (Pelomedusa subrufa) is een schildpad uit de familie pelomedusa's (Pelomedusidae).

## Naam en indeling
De wetenschappelijke naam van de soort werd voor het eerst voorgesteld door Bernard Germain de Lacépède in 1788. Oorspronkelijk werd de wetenschappelijke naam Testudo subrufa gebruikt. Het was lange tijd de enige soort uit het geslacht Afrikaanse moerasschildpadden (Pelomedusa). De soortaanduiding subrufa betekent vrij vertaald 'rood-achtig'.

### Voormalige ondersoorten
Er worden tegenwoordig -in tegenstelling tot wat in veel literatuur wordt vermeld- geen ondersoorten erkend. De voormalige ondersoort Pelomedusa subrufa olivacea wordt tegenwoordig als een volwaardige soort gezien; Pelomedusa olivacea. Beide soorten lijken sterk op elkaar. Pelomedusa olivacea en Pelomedusa subrufa zijn uit elkaar te houden door naar de buik te kijken. Het verschil zit voornamelijk in de pectorale (borst) schilden die bij Pelomedusa olivacea elkaar niet raken omdat de humerale (bovenarm) schilden ze blokkeren. Bij Pelomedusa subrufa raken ze elkaar wel op de "normale" manier.
Een tweede voormalige ondersoort, Pelomedusa subrufa nigra, wordt niet meer als zodanig erkend.

## Uiterlijke kenmerken
Het is met een maximale carapaxlengte van ongeveer 20 centimeter een middelgrote soort, maar uitschieters tot 33 cm worden aangetroffen in Zuid-Afrika. Het buikschild bevat geen scharnierende delen zoals van gelijkende schildpadden bekend is. Het schild is groen tot bruin van kleur, langwerpig en koepelvormig en de schildplaten op het midden zijn relatief groot. De kop en poten zijn lichter van kleur, groen tot grijsgroen, de snuitpunt is spits maar niet steelachtig verlengd.
De kop is plat en breed en is aan de bovenzijde voorzien van twee vergrote supraorbitale, twee temporale schubben en een frontale schub die een soort helm-achtige constructie vormen. Aan de onderzijde van de kop zijn twee geel gekleurde baarddraden aanwezig. De nek is vrij lang, de lengte bedraagt ongeveer de helft van de schildlengte. De kop en nek worden bij verstoring onder de schildrand gevouwen. De schildpad heeft vijf nagels aan iedere poot, de poten zijn voorzien van kleine zwemvliezen en de tenen bestaan uit slechts twee kootjes. Mannetjes zijn van vrouwtjes te onderscheiden door een dikkere staart. Oudere mannetjes hebben een bredere kop, vrouwtjes krijgen een in de doorsnede wat breder schild.
De plastronformule is vaak als volgt: hum > fem > intergul > an > abd > gul > pect.

## Levenswijze
De Afrikaanse moerasschildpad is niet heel sterk aan water gebonden en komt er vaak uit om te foerageren en te zonnen op de oever en op boven het water uitstekende takken. Exemplaren die in de meer tropische delen van het verspreidingsgebied leven zonnen minder vaak omdat het overdag te heet wordt voor de schildpad. Het voedsel bestaat hoofdzakelijk uit waterdieren als insecten, kreeftachtigen, slakken, wormen en andere ongewervelden, maar ook kleinere amfibieën en reptielen en jonge zoogdieren en vogels worden buitgemaakt. Grotere prooien worden soms door meerdere exemplaren aangevallen en verdronken om vervolgens gezamenlijk op te eten. Ook grote brokken aas kunnen door meerdere schildpadden worden gegeten. Van de schildpad is bekend dat het dier parasieten eet die op de huid van grote zoogdieren leven, zoals nijlpaarden.

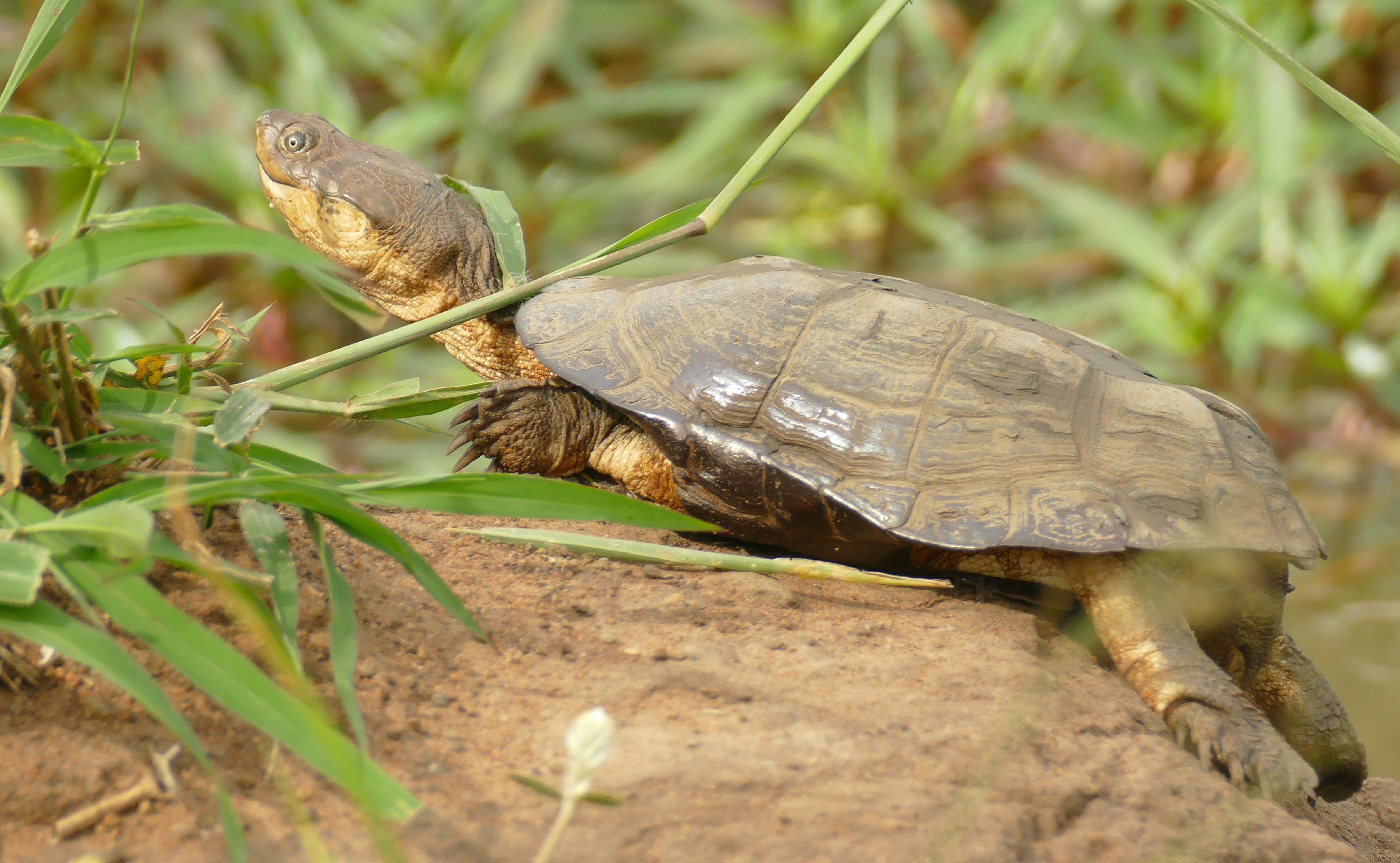
Een zonnend exemplaar uit Zuid-Afrika.

De mannetjes achtervolgen de vrouwtjes voorafgaand aan de paring waarbij ze de cloaca besnuffelen en in de staart en achterpoten van het vrouwtje bijten. De vrouwtjes zetten gemiddeld zestien eieren af per legsel, dit kan oplopen tot 42 stuks. De eieren worden afgezet in een flesvormige nestkamer, er wordt een enkel nest per jaar gemaakt. De eieren zijn wit van kleur en hebben een slijmerige schaal die ze beschermt tegen uitdroging. De eieren zijn langwerpig van vorm en zijn ongeveer 38 millimeter lang en 22 mm breed. De jongen kruipen na bijna vier maanden uit het ei en zijn da zo'n drie centimeter lang. De schildpad kan een leeftijd bereiken van meer dan twintig jaar.
Deze soort staat bekend om het agressieve gedrag dat sommige exemplaren tonen, ook in gevangenschap. De natuurlijke vijanden zijn onder andere krokodillen. Aanvallen van deze predatoren worden afgeweerd door zich in hun pantser terug te trekken. De schildpad kan ook een onwelriekend kliervocht afscheiden en de cloaca ledigen.

## Verspreiding en habitat
De Afrikaanse moerasschildpad komt voor in een groot deel van Afrika ten zuiden van de Sahara en komt voor in de landen Angola, Botswana, Congo-Kinshasa, Malawi, Namibië, Zuid-Afrika, Tanzania, Madagaskar en Soedan. Oudere bronnen vermelden vaak een veel langere lijst van landen maar dit komt omdat een aantal voormalige ondersoorten tegenwoordig als een aparte soort wordt erkend. De habitat bestaat uit vrijwel alle tijdelijke en permanente wateren zoals moerasssen, vijvers en andere oppervlaktewateren. Gedurende het regenseizoen trekt de schildpad van het ene naar het andere water, wat waarschijnlijk heeft bijgedragen aan het grote verspreidingsgebied. Als er helemaal geen oppervlaktewater meer is, graaft de schildpad holen in de modder en wacht op vochtiger tijden. De soort is aangetroffen tot op een hoogte van ongeveer 3100 meter boven zeeniveau.

## Bedreigingen
De schildpad wordt in een groot deel van het areaal gegeten door de plaatselijke bevolking. Vaak leuren kinderen met de dieren aan de kant van de weg om ze aan voorbijgangers te verkopen. De lokale bevolking graaft de schildpad op in gebieden waarvan bekend is waar de dieren zich in de modder verschuilen in droge periodes. Vanwege de geringe grootte zijn de schildpadden echter niet populair als voedsel. Ook in de handel in exotische dieren is er weinig vraag naar de Afrikaanse moerasschildpad zodat de meeste populaties redelijk stabiel zijn. Door de internationale natuurbeschermingsorganisatie IUCN is de soort nog niet geëvalueerd en er is nog geen beschermingsstatus toegewezen.